# 張則
張則（？年—？年），字元修，南鄭縣（今陝西省漢中市）人。東漢末年度遼將軍。

## 生平
張則擔任牂柯太守時，威震南中，永昌、越嶲一帶的夷人打算謀反，但因懼怕張則想改在臨郡謀反，遭規勸於是打消了謀反的念頭，人稱張則為「臥虎」。因討伐夷狄有功，張則升遷為護羌校尉，被任命為扶風太守，又改任桂陽太守，任內平定盜賊。巴郡蠻人板楯反叛，張則被任命為隆集校尉，到漢中平定板楯蠻。後來張則任涼州刺史、魏郡太守，任內都有不錯的政績。漢靈帝去世後，大將軍袁紹表張則為長史，張則不願任職，後來丞相曹操任命張則為度遼將軍。

## 家庭

### 妻
- 陳惠謙，成固縣人。[3][4]

### 女
- 張惠英，陳省與楊禮珪的長子之妻。[5][6]

## 外部連結
- 中國哲學書電子化計劃《華陽國志校補圖注》
- 中國哲學書電子化計劃《華陽國志欽定四庫全書本》